# Phanodemos
Phanodemos (* vor 373 v. Chr.; † nach 328 v. Chr.) war ein im 4. Jahrhundert v. Chr. lebender griechischer Lokalhistoriker (Atthidograph), der ein in nur wenigen Fragmenten erhaltenes Werk über die athenische Geschichte verfasste.

## Leben
Über die Laufbahn des attischen Geschichtsschreibers Phanodemos wurde Genaueres erst ab Ende des 19. Jahrhunderts durch seine Identifizierung mit dem in mehreren erhaltenen Inschriften erwähnten Phanodemos, Sohn des Diyllos aus dem Demos Thymaitadai, herausgefunden. Er war wohl Vater jenes attischen Historikers, der ebenfalls Diyllos hieß.
Erstmals bezeugt ist Phanodemos für das Jahr 343/342 v. Chr., wo er als Mitglied des athenischen Rats aufgeführt wird. Laut der hierauf bezüglichen Inschrift habe er das gesamte Jahr hindurch sein Bestes für Rat und Volk getan; für seinen hierbei gezeigten Gerechtigkeitssinn erhalte er vom Rat als Anerkennung einen goldenen Kranz im Wert von 500 Drachmen. Zusätzlich wird ihm vom Demos ein weiterer goldener Kranz von 1000 Drachmen gestiftet, wobei hier hervorgehoben wird, dass er nicht nur dem athenischen Rat und Volk, sondern auch dessen Verbündeten gute Dienste erwiesen habe. Daraus dürfte auf eine damals bedeutende politische Rolle des Phanodemos zu schließen sein. Allerdings betätigte er sich wohl als führender Mann vor allem auf dem sakralen Gebiet, da er in seinem inschriftlich festgehaltenen Antrag forderte, der Athena Hepheistia ein Bild zu weihen und den Beschluss zur vom Volk ausgesprochenen Belobigung des Rats für die exzellente Organisation der Dionysien zu verewigen.  332/331 v. Chr. regte er die Athener zu einer Weihung für den Kult des Amphiaraos in Oropos an. Ferner stellte er das neue Statut für das penterische Fest auf, das nun abzuhalten war, da Oropos 338 v. Chr. zu Attika gekommen war. Für diese Tat wird ihm in dem inschriftlich erhaltenen Dokument Lob gezollt. 329/328 v. Chr. wird er anlässlich der Wahl der ersten Epimeleten zur Organisation des Festes an erster Stelle erwähnt und erneut belobigt. Sein weiterer Lebensweg ist unbekannt.

## Werke
Da Phanodemos offenbar in den 340er und 330er Jahren v. Chr. in Athen auf dem sakralen Gebiet eine führende Rolle spielte, war er besonders für die Abfassung einer Atthis, d. h. einer Schrift über die athenische Geschichte, geeignet.  Dieses mindestens neun Bände umfassende historische Werk gab er um 330 v. Chr. heraus; von ihm blieben aber nur 27 Fragmente erhalten. Wie viele andere Atthidographen räumte er dem Kult und der mythischen Geschichte Athens in seinem Werk großen Raum ein.  In den Fragmenten zeigt er sich als großer attischer Patriot, der von der Überlegenheit Athens in allen Angelegenheiten der Zivilisation überzeugt ist. Auch verraten die erhaltenen Bruchstücke seine genaue Kenntnis der Spezialantiquitäten und Überlieferungen Attikas, insbesondere der einzelnen Demen.
In einem Fragment behauptet Phanodemos, dass Teukros mit seinem Volksstamm, den Teukrern, nicht aus Kreta nach Troja gekommen sei, sondern aus Attika, wo er bis dahin Archon des Demos Xypeta gewesen sei. Der Demos habe sie gern aufgenommen, da er noch schwach bevölkert gewesen sei. In Asien habe Teukros viel Land erobert und sei von Dardanos als Verbündeter gegen die Nachbarvölker willkommen geheißen worden. Ferner gibt Phanodemos in einem anderen Bruchstück im Gegensatz zu anderen antiken Autoren an, dass der Raub der  Persephone in Attika erfolgt sei. In einem weiteren Fragment führt er eine Sagenvariante bezüglich des troischen Palladions aus, wie es unter dem Theseiden Akamas nach Athen gekommen sei. Athenaios bewahrte eine Stelle aus Phanodemos’ Atthis, wo die Stiftung des Trinkfestes der Choen bei der Anthesterien-Feier unter Demophon anlässlich der Anwesenheit des Orestes in Athen geschildert war. Eine vereinzelte attische Sagentradition bietet Phanodemos zu Admetos, dem mythischen König von Pherai, wonach dieser gegen Ende seines Lebens mit Alkestis und Hippasos vertrieben worden und zu Theseus nach Athen geflohen sei.
Einige erhaltene Fragmente beziehen sich auf die historische Zeit. Das am spätesten datierbare von ihnen referiert über den Tod des attischen Feldherrn Kimon 450/449 v. Chr. Demzufolge habe die Flotte sein Ableben geheim gehalten und sei so durch die bloße Macht seines Namens heil durch die Feinde hindurchgekommen, obwohl er schon 30 Tage zuvor verstorben war. Der antike Biograph Plutarch überliefert zu Kimon nicht nur die eben erwähnte Angabe, sondern noch eine weitere aus Phanodemos’ Atthis; und aus ihnen ist die von Phanodemos dem athenischen Heerführer entgegengebrachte Wertschätzung ersichtlich. Ferner benutzte Plutarch das Werk des Phanodemos für die Geschichte des Themistokles.
Außer seinem Hauptwerk, der Atthis, verfasste Phanodemos laut dem spätantiken Grammatiker Stephanos von Byzanz eine Darstellung der Geschichte der Insel Ikos. Unsicher ist, ob er auch eine Lokalchronik von Delos schrieb.

## Ausgabe der Fragmente
- Felix Jacoby: Die Fragmente der griechischen Historiker (FGrH), Nr. 325